# Летње олимпијске игре младих 2014.
Летње олимпијске игре младих 2014. ( кин: 2014年夏季青年奧林匹克运动会    ), званично познат као II Летње Олимпијске игре младих   , и опште познат као Нанкинг 2014 ( кин: 南京2014), биле су друге Летње Олимпијске игре младих, међународни спортски, образовни и културни фестивал за тинејџере, одржане од 16. до 28. августа 2014. у Нанкингу. Ово су биле прве Олимпијске игре младих одржане у Кини, чиме је постала прва земља која је била домаћин и редовних и Олимпијских игара младих након Летњих олимпијских игара 2008. у Пекингу.

## Надметање за организацију догађаја
Међународни олимпијски комитет установио је Олимпијске игре младих у јулу 2007. Град домаћин 2014. изабран је 10. фебруара 2010. током заседања МОК-а у Ванкуверу. Ово су били први избори за град домаћина Олимпијских игара младих одржани на седници МОК-а. Избори за градове домаћине Љетних олимпијских игара младих 2010. и Зимских олимпијада младих 2012. обављени су путем гласања чланова МОК-а.
| Град    | Земља  | Гласови |
| Нанкинг | Кина   | 47      |
| Познан  | Пољска | 42      |

- Април 2009. – НОК треба да обавести МОК о називу града кандидата за ИОГ. (Ово је промењено од фебруара 2009. након што је неколико НОК-а затражило више времена за припрему)[2]
- Септембар 2009. – Подношење досијеа о кандидатури за ИОГ, досијеа о гаранцијама за ИОГ, досијеа са фотографијама и обавеза
- Децембар 2009. – Ужи избор градова кандидата за ИОГ од стране Извршног одбора МОК-а
- Фебруар 2010. – Избор и проглашење града домаћина 2. летњих Олимпијских игара младих на 122. заседању МОК-а у Ванкуверу (уочи Зимских олимпијских игара 2010.)[3]

## Лого
Као и други олимпијски догађаји, Летње омладинске игре 2014. имају свој лого. Лого се састоји из три дела. Шарени "НАНКИНГ" одражава слику капије Нанкинга и карактеристике неких Јиангнан кућа. Различите боје симболизују енергични дух младих.

## Штафета
Олимпијску бакљу младих дизајнирала је Vatti Corporation Ltd. Бакља је позната као „Капија среће“. На горњем делу бакље налази се структура која личи на градску капију, а плава боја бакље представља мирни спокој Нанкинга. Јангце који тече поред Нанкинга представљен је као пруге које се налазе на дршци бакље. Речено је да је бакља способна да издржи брзину ветра од 11 м/с, падавине од 50мм/х, надморска висина до 4. 500 метара и температурни опсег од -15˚Ц до 45˚Ц.
По олимпијској традицији, церемонија паљења бакље одржана је 30. априла 2014. у Атини, на стадиону Панатинаико где су одржане прве Олимпијске игре. У мини штафети такмичило се четворо младих атлетичара из Грчке и Кине.
Штафета бакље је подељена на два дела. Први део је био дигитални рилеј где су људи који су преузели апликацију могли да учествују у рилеју кроз интерактивну опцију под називом „Give Me Fire (Дај ватру)“. Када су користили ову функцију, корисници су могли да пренесу Олимпијски пламен младих својим пријатељима додирујући своје уређаје заједно. Штафета је посетила 258 различитих онлајн локација од 204 НОК-а који учествују у периоду од 98 дана.
Након дигиталне штафете, штафета је започела свој физички део у Нанкингу где је одржана 10-дневна штафета. 104 бакљоноша носила су бакљу појединачно или у пару. Носиоци бакљи су били првенствено фокусирани на младе и укључивали су појединце из спорта, културе, медија, волонтере из Међународног олимпијског комитета. Међу значајним носиоцима бакљи били су двоструки освајач златне медаље на Олимпијским играма у бадминтону Лин Дан, освајач златне медаље на Олимпијским играма 2008. Жонг Ман, редитељ Чен Веја и композитор Бијан Лиуниан.

## Учесници
| Земље учеснице |
| --- |
| - Авганистан (1) - Албанија (5) - Алжир (33) - Америчка Самоа (5) - Андора (10) - Ангола (15) - Антигва и Барбуда (5) - Аргентина (60) - Јерменија (14) - Аруба (4) - Аустралија (89) - Аустрија (33) - Азербејџан (21) - Бахаме (14) - Брунеј (5) - Бангладеш (13) - Барбадос (8) - Белорусија (35) - Белгија (33) - Белизе (3) - Бенин (5) - Бермуди (7) - Бутан (2) - Боливија (7) - Босна и Херцеговина (6) - Боцвана (8) - Бразил (97) - Британска Девичанска Острва (8) - Брунеј (3) - Бугарска (27) - Буркина Фасо (3) - Бурунди (8) - Камбоџа (3) - Камерун (3) - Канада (72) - Зеленортска Острва (20) - Кајманска Острва (5) - Централноафричка Република (2) - Чад (2) - Чиле (15) - Кина (123) (домаћин) - Колумбија (34) - Комори (4) - Конго (8) - Демократска Република Конго (4) - Кукова Острва (4) - Костарика (3) - Хрватска (24) - Куба (12) - Кипар (6) - Чешка (37) - Данска (15) - Џибути (5) - Доминика (2) - Доминиканска Република (10) - Еквадор (19) - Египат (83) - Салвадор (8) - Екваторијална Гвинеја (2) - Еритреја (3) - Естонија (17) - Етиопија (15) - Фиџи (26) - Финска (14) - Француска (82) - Габон (3) - Гамбија (2) - Грузија (12) - Немачка (85) - Гана (10) - Уједињено Краљевство (33) - Грчка (22) - Гернзи (4) - Гвам (8) - Гватемала (20) - Гвинеја (4) - Гвинеја Бисао (2) - Гвајана (4) - Хаити (3) - Хондурас (21) - Хонгконг (18) - Мађарска (57) - Исланд (20) - Индија (32) - Индонезија (27) - Иран (16) - Ирак (5) - Ирска (16) - Израел (14) - Италија (68) - Обала Слоноваче (4) - Јамајка (20) - Јапан (78) - Јордан (6) - Казахстан (51) - Кенија (24) - Кирибати (3) - Северна Кореја (6) - Јужна Кореја (74) - Кувајт (5) - Киргистан (7) - Лаос (2) - Летонија (13) - Либан (4) - Лесото (7) - Либија (3) - Лихтенштајн (1) - Литванија (21) - Луксембург (4) - Република Македонија (5) - Мадагаскар (3) - Малави (5) - Малезија (20) - Малдиви (3) - Мали (4) - Малта (4) - Маршалска Острва (4) - Мауританија (3) - Маурицијус (4) - Мексико (78) - Micronesia (4) - Молдавија (11) - Монако (1) - Монголија (5) - Црна Гора (5) - Мароко (15) - Мозамбик (3) - Мјанмар (4) - Намибија (30) - Науру (2) - Непал (2) - Холандија (41) - Нови Зеланд (50) - Никарагва (4) - Нигер (4) - Нигерија (12) - Норвешка (31) - Оман (3) - Пакистан (12) - Палау (3) - Палестина (4) - Панама (8) - Папуа Нова Гвинеја (24) - Парагвај (10) - Перу (40) - Филипини (7) - Пољска (59) - Португалија (21) - Порторико (23) - Катар (21) - Румунија (41) - Русија (88) - Руанда (11) - Сент Китс и Невис (3) - Света Луција (6) - Сент Винсент и Гренадини (4) - Самоа (2) - Сан Марино (3) - Сао Томе и Принсипе (4) - Саудијска Арабија (5) - Сенегал (6) - Србија (24) - Сејшели (3) - Сијера Леоне (6) - Сингапур (18) - Словачка (38) - Словенија (48) - Сомалија (2) - Соломонова Острва (3) - Јужноафричка Република (55) - Шпанија (66) - Шри Ланка (9) - Судан (5) - Независни учесници (1) - Суринам (6) - Свазиленд (4) - Шведска (33) - Швајцарска (19) - Сирија (9) - Кинески Тајпеј (47) - Таџикистан (8) - Танзанија (4) - Тајланд (37) - Источни Тимор (2) - Того (3) - Тонга (3) - Тринидад и Тобаго (11) - Тунис (50) - Турска (41) - Туркмeнистан (3) - Тувалу (3) - Уганда (6) - Украјина (58) - Уједињени Арапски Емирати (4) - Сједињене Америчке Државе (92) - Уругвај (22) - Узбекистан (28) - Вануату (21) - Венецуела (59) - Вијетнам (13) - Америчка Девичанска Острва (5) - Јемен (3) - Замбија (24) - Зимбабве (10) |

## Спортови
- Водени спортови
  -  Роњење (4+1) (детаљи)
  -  Пливање (34+2) (детаљи)
- Стреличарство (3) (детаљи)
- Атлетика (36+1) (детаљи)
- Бадминтон (2+1) (детаљи)
- Кошарка (4) (детаљи)
- Одбојка на плажи (2) (детаљи)
- Бокс (13) (детаљи)
- Кану (8) (детаљи)
- Бициклизам (2+1) (детаљи)
- Јахање (1+1) (детаљи)
- Мачевање (6+1) (детаљи)
- Хокеј на трави (2) (детаљи)
- Фудбал (2) (детаљи)
- Голф (2+1) (детаљи)
- Гимнастика  (детаљи) 
  -  Уметничка гимнастика (12) (детаљи)
  -  Ритмичка гимнастика (2) (детаљи)
  -  Трамбулина (2) (детаљи)
- Рукомет (2) (детаљи)
- Џудо (8+1) (детаљи)
- Модерни петобој (2+1) (детаљи)
- Веслање (4) (детаљи)
- Рагби седам (2) (детаљи)
- Једрење (4) (детаљи)
- Стрељаштво (4+2) (детаљи)
- Стони тенис (2+1) (детаљи)
- Теквондо (10) (детаљи)
- Тенис (2+3) (детаљи)
- Триатлон (2+1) (детаљи)
- Дизање тегова (11) (детаљи)
- Рвање (14) (детаљи)

На играма је било 222 такмичења, 13 мешовитих тимских такмичења (мешовити-НОК), 4 мешовите екипне дисциплине (НОК), 1 отворене дисциплине (коњички), 109 мушких и 95 женских такмичења. Ово је оквирни списак спортског програма преузет са генералне презентације других Летњих Олимпијских игара младих 2014. По први пут ће се одржати такмичење у голфу и рагбију седам. Одбојка на песку ће заменити дворанску одбојку и друге промене формата у спортовима попут хокеја на трави. Нови догађаји су такође уведени у неким спортовима, укључујући стрељаштво мешовитог пола између осталог.

## Календар
| ● | Церемонија отварања | ● | Догађај | ● | Финале | ● | Церемонија затварања |

| Август           | 14. Чет. | 15. Пет. | 16. Суб. | 17. Нед. | 18. Пон. | 19. Уто. | 20. Сре. | 21. Чет. | 22. Пет. | 23. Суб. | 24. Нед. | 25. Пон. | 26. Уто. | 27. Сре. | 28. Чет. | Бр. догађаја |
| ---------------- | -------- | -------- | -------- | -------- | -------- | -------- | -------- | -------- | -------- | -------- | -------- | -------- | -------- | -------- | -------- | ------------ |
| Церемоније       |          |          | ●        |          |          |          |          |          |          |          |          |          |          |          | ●        |              |
| Роњење           |          |          |          |          |          |          |          |          |          | 1        | 1        | 1        | 1        | 1        |          | 5            |
| Пливање          |          |          |          | 3        | 8        | 5        | 7        | 4        | 9        |          |          |          |          |          |          | 36           |
| Стреличарство    |          |          |          |          |          |          |          |          | ●        | ●        | 1        | 1        | 1        |          |          | 3            |
| Атлетика         |          |          |          |          |          |          | ●        | ●        | ●        | 13       | 12       | 11       | 1        |          |          | 37           |
| Бадминтон        |          |          |          | ●        | ●        | ●        | ●        | ●        | 3        |          |          |          |          |          |          | 3            |
| Кошарка          |          |          |          |          | ●        | ●        | ●        | 2        | ●        | ●        | ●        | ●        | 2        |          |          | 4            |
| Одбојка на плажи |          |          |          | ●        | ●        | ●        |          | ●        | ●        |          | ●        | ●        | 1        | 1        |          | 2            |
| Бокс             |          |          |          |          |          |          |          |          |          | ●        | ●        | ●        | 3        | 10       |          | 13           |
| Кану             |          |          |          |          |          |          |          |          |          | ●        | 4        |          | ●        | 4        |          | 8            |
| Бициклизам       |          |          |          | ●        | ●        | ●        | ●        |          | 2        |          | 1        |          |          |          |          | 3            |
| Јахање           |          |          |          |          |          | ●        | 1        | ●        | ●        | ●        | 1        |          |          |          |          | 2            |
| Мачевање         |          |          |          | 2        | 2        | 2        | 1        |          |          |          |          |          |          |          |          | 7            |
| Хокеј на трави   |          |          |          | ●        | ●        | ●        | ●        | ●        |          | ●        | ●        | ●        | 1        | 1        |          | 2            |
| Фудбал           | ●        | ●        |          | ●        | ●        |          | ●        | ●        |          | ●        | ●        | ●        | 1        | 1        |          | 2            |
| Голф             |          |          |          |          |          | ●        | ●        | 2        |          |          | ●        | ●        | 1        |          |          | 3            |
| Гимнастика       |          |          |          | ●        | ●        | 1        | 1        | 1        | 1        | 5        | 5        |          | ●        | 2        |          | 16           |
| Рукомет          |          |          |          |          |          |          | ●        | ●        | ●        |          | ●        | 2        |          |          |          | 2            |
| Џудо             |          |          |          | 3        | 3        | 2        |          | 1        |          |          |          |          |          |          |          | 9            |
| Модерни петобој  |          |          |          |          |          |          |          |          | ●        | 1        | 1        |          | 1        |          |          | 3            |
| Веслање          |          |          |          | ●        | ●        | ●        | 4        |          |          |          |          |          |          |          |          | 4            |
| Рагби седам      |          |          |          | ●        | ●        | ●        | 2        |          |          |          |          |          |          |          |          | 2            |
| Једрење          |          |          |          |          | ●        | ●        | ●        |          | ●        | 4        |          |          |          |          |          | 4            |
| Стрељаштво       |          |          |          | 1        | 1        | 1        | 1        | 1        | 1        |          |          |          |          |          |          | 6            |
| Стони тенис      |          |          |          | ●        | ●        | ●        | 2        | ●        | ●        | 1        |          |          |          |          |          | 3            |
| Теквондо         |          |          |          | 2        | 2        | 2        | 2        | 2        |          |          |          |          |          |          |          | 10           |
| Тенис            |          |          |          | ●        | ●        | ●        | ●        | ●        | ●        | 2        | 3        |          |          |          |          | 5            |
| Триатлон         |          |          |          | 1        | 1        |          |          | 1        |          |          |          |          |          |          |          | 3            |
| Дизање тегова    |          |          |          | 2        | 2        | 2        |          | 2        | 2        | 1        |          |          |          |          |          | 11           |
| Рвање            |          |          |          |          |          |          |          |          |          |          |          | 5        | 4        | 5        |          | 14           |

### Табела освојених медаља
Рангирање у овој табели је засновано на информацијама које је дао МОК и у складу је са конвенцијом МОК-а у његовим објављеним табелама медаља.
Медаље које су освојили тимови са спортистима из више од једног Националног олимпијског комитета укључени су у табелу као медаље које се додељују мешовитим националним олимпијским комитетима. Било је осам дисциплина које су биле састављене у потпуности од мешовитих тимова НОК-а, и као такви свих 25 медаља у овим дисциплинама, укључујући две бронзе у џудоу, освојили су мешовити национални тимови. Преостале медаље су освојене у дисциплинама које су комбиновале мешовите тимове НОК-а и тимове који представљају један НОК. Мешовита листа НОК-а није рангирана.
  *   Домаћин ( Кина)
| Позиција    | Држава                    | Злато | Сребро | Бронза | Укупно |
| ----------- | ------------------------- | ----- | ------ | ------ | ------ |
| 1           | Кина*                     | 38    | 13     | 14     | 65     |
| 2           | Русија                    | 27    | 19     | 11     | 57     |
| –           | Мешани тимови             | 13    | 12     | 14     | 39     |
| 3           | Сједињене Америчке Државе | 10    | 5      | 7      | 22     |
| 4           | Француска                 | 8     | 3      | 9      | 20     |
| 5           | Јапан                     | 7     | 9      | 5      | 21     |
| 6           | Украјина                  | 7     | 8      | 8      | 23     |
| 7           | Италија                   | 7     | 8      | 6      | 21     |
| 8           | Мађарска                  | 6     | 6      | 11     | 23     |
| 9           | Бразил                    | 6     | 6      | 1      | 13     |
| 10          | Азербејџан                | 5     | 6      | 1      | 12     |
| 11          | Уједињено Краљевство      | 5     | 5      | 10     | 20     |
| 12          | Пољска                    | 5     | 0      | 1      | 6      |
| 13          | Јужна Кореја              | 4     | 6      | 5      | 15     |
| 14          | Аустралија                | 4     | 3      | 14     | 21     |
| 15          | Белорусија                | 4     | 3      | 0      | 7      |
| 16          | Кинески Тајпеј            | 3     | 3      | 2      | 8      |
| 16          | Етиопија                  | 3     | 3      | 2      | 8      |
| 18          | Тајланд                   | 3     | 2      | 3      | 8      |
| 19          | Литванија                 | 3     | 2      | 2      | 7      |
| 20          | Северна Кореја            | 3     | 2      | 0      | 5      |
| 21          | Казахстан                 | 3     | 1      | 4      | 8      |
| 22          | Хрватска                  | 3     | 1      | 1      | 5      |
| 23          | Јамајка                   | 3     | 1      | 0      | 4      |
| 24          | Иран                      | 3     | 0      | 3      | 6      |
| 25          | Немачка                   | 2     | 8      | 15     | 25     |
| 26          | Бугарска                  | 2     | 4      | 0      | 6      |
| 27          | Узбекистан                | 2     | 3      | 3      | 8      |
| 28          | Румунија                  | 2     | 3      | 0      | 5      |
| 29          | Словенија                 | 2     | 2      | 3      | 7      |
| 29          | Јерменија                 | 2     | 2      | 3      | 7      |
| 31          | Кенија                    | 2     | 2      | 1      | 5      |
| 32          | Шпанија                   | 2     | 1      | 6      | 9      |
| 33          | Египат                    | 2     | 1      | 5      | 8      |
| 34          | Нови Зеланд               | 2     | 1      | 2      | 5      |
| 35          | Куба                      | 2     | 1      | 1      | 4      |
| 36          | Швајцарска                | 2     | 1      | 0      | 3      |
| 36          | Сингапур                  | 2     | 1      | 0      | 3      |
| 38          | Холандија                 | 1     | 4      | 5      | 10     |
| 39          | Турска                    | 1     | 3      | 6      | 10     |
| 40          | Чешка                     | 1     | 3      | 3      | 7      |
| 41          | Аргентина                 | 1     | 2      | 4      | 7      |
| 42          | Шведска                   | 1     | 2      | 3      | 6      |
| 43          | Молдавија                 | 1     | 1      | 1      | 3      |
| 44          | Вијетнам                  | 1     | 1      | 0      | 2      |
| 45          | Норвешка                  | 1     | 0      | 3      | 4      |
| 46          | Колумбија                 | 1     | 0      | 2      | 3      |
| 47          | Аустрија                  | 1     | 0      | 1      | 2      |
| 47          | Перу                      | 1     | 0      | 1      | 2      |
| 49          | Замбија                   | 1     | 0      | 0      | 1      |
| 49          | Гана                      | 1     | 0      | 0      | 1      |
| 49          | Суринам                   | 1     | 0      | 0      | 1      |
| 49          | Јужноафричка Република    | 1     | 0      | 0      | 1      |
| 53          | Венецуела                 | 0     | 6      | 2      | 8      |
| 54          | Мексико                   | 0     | 5      | 6      | 11     |
| 55          | Канада                    | 0     | 4      | 3      | 7      |
| 56          | Хонгконг                  | 0     | 4      | 1      | 5      |
| 57          | Белгија                   | 0     | 2      | 4      | 6      |
| 58          | Ирска                     | 0     | 2      | 1      | 3      |
| 58          | Грузија                   | 0     | 2      | 1      | 3      |
| 58          | Словачка                  | 0     | 2      | 1      | 3      |
| 61          | Боцвана                   | 0     | 2      | 0      | 2      |
| 61          | Грчка                     | 0     | 2      | 0      | 2      |
| 63          | Данска                    | 0     | 1      | 3      | 4      |
| 64          | Тринидад и Тобаго         | 0     | 1      | 1      | 2      |
| 64          | Индија                    | 0     | 1      | 1      | 2      |
| 64          | Малезија                  | 0     | 1      | 1      | 2      |
| 64          | Брунеј                    | 0     | 1      | 1      | 2      |
| 64          | Тунис                     | 0     | 1      | 1      | 2      |
| 64          | Португалија               | 0     | 1      | 1      | 2      |
| 70          | Доминиканска Република    | 0     | 1      | 0      | 1      |
| 70          | Салвадор                  | 0     | 1      | 0      | 1      |
| 70          | Монголија                 | 0     | 1      | 0      | 1      |
| 70          | Кипар                     | 0     | 1      | 0      | 1      |
| 70          | Киргистан                 | 0     | 1      | 0      | 1      |
| 70          | Босна и Херцеговина       | 0     | 1      | 0      | 1      |
| 70          | Бурунди                   | 0     | 1      | 0      | 1      |
| 70          | Србија                    | 0     | 1      | 0      | 1      |
| 70          | Уганда                    | 0     | 1      | 0      | 1      |
| 79          | Бахаме                    | 0     | 0      | 2      | 2      |
| 80          | Индонезија                | 0     | 0      | 1      | 1      |
| 80          | Исланд                    | 0     | 0      | 1      | 1      |
| 80          | Летонија                  | 0     | 0      | 1      | 1      |
| 80          | Фиџи                      | 0     | 0      | 1      | 1      |
| 80          | Ирак                      | 0     | 0      | 1      | 1      |
| 80          | Мароко                    | 0     | 0      | 1      | 1      |
| 80          | Гернзи                    | 0     | 0      | 1      | 1      |
| 80          | Џибути                    | 0     | 0      | 1      | 1      |
| Укупно (87) | Укупно (87)               | 224   | 220    | 240    | 684    |

## Културни и образовни програм
Олимпијске игре младих обухватају културни и образовни програм, који укључује низ културних и образовних активности за младе. Олимпијске игре младих обухватају образовно искуство засновано на олимпијским вредностима које промовишу здрав стил живота и омогућавају младим спортистима да постану добро заокружени људи са „истинским спортским духом“. Познати спортисти и „међународни стручњаци“ воде младе учеснике. Програм комбинује „олимпијске традиције (као што је штафета бакље) са различитим културама како би се ширио олимпијски дух“.

### Узори спортиста
Дана 17. марта 2014. МОК је изабрао 37 спортиста из 28 олимпијских спортова да буду узори на Олимпијским играма младих 2014. Спортисти ће понудити подршку, менторе и савете омладинским олимпијцима који учествују. Као узор спортисти учествоваће у активностима и радионицама о здравим стиловима живота, друштвеној одговорности и олимпизму. Они ће такође учествовати у неформалним разговорима познатим као „ћаскање са шампионима“. Дана 9. априла 2014. и 22. априла 2014. фудбалер Симон Фарина и пливач Патрик Марфи именовани су за 38. односно 39. узора спортисте.

### Млади амбасадори
Национални олимпијски комитет одабрао је укупно 104 особе за младе амбасадоре. Млади амбасадори су млади људи који имају између 18 и 25 година који су спортисти, тренери, студенти или млади професионалци који демонстрирају олимпијске вредности и инспиришу и оснажују младе људе да учине исто.
Главна улога Младих амбасадора је да промовишу Олимпијаду младих у својим нацијама и да подстакну спортисте својих нација да извуку максимум из олимпијског искуства младих охрабрујући их да комуницирају са људима из различитих спортова и култура и да учествују у активности и радионице.
Семинар је одржан од 25. до 28. марта 2014. у циљу припреме амбасадора за Олимпијаду младих тако што ће их научити о културама и активностима које Нанкинг нуди.

## Контроверзе

### Изолација нигеријских спортиста на Играма
Након избијања еболе у Западној Африци 2014. године, кинески званичници су ставили у карантин и изоловали све нигеријске спортисте из свих спортских објеката упркос свим негативним тестовима на еболу пре игара. Олимпијски комитет Нигерије реаговао је на дискриминацију повлачењем свих својих спортиста са игара.

### Допинг
Један неименовани теквондиста дисквалификован је из такмичења на Олимпијским играма младих након што је био позитиван на забрањени диуретик фуросемид. Информација је објављена 5. новембра 2014.